# André Dziezuk
André Dziezuk (* 1966 in Thionville) ist ein französischer Komponist.

## Leben
André Dziezuk stammt aus einer musikalischen Familie. Seine Großeltern, belarussischer und ukrainischer Abstammung, wanderten nach Frankreich aus. Sein Vater gründete das „L'Orchestre des Quatre Frères“. Er selbst erlernte als Kind bereits Oboe und Klarinette, bevor er im Alter von 12 Jahren dem Orchester seines Vaters beitrat. Nach seinem Schulabschluss studierte er erfolgreich und mit mehreren Auszeichnungen preisgekrönt klassische Musik am Metzer Konservatorium. Anschließend entschied er sich für eine Laufbahn als Lehrer und fand schließlich eine Anstellung als Musiklehrer am Collège Théodore Monod in Villerupt.
Gemeinsam mit dem luxemburgischen Gitarristen Marc Mergen gründete er 1994 die Band Lingo und begann sich anderen Musikstilen zu widmen, darunter Jazz, Rap und Electromusik. Gemeinsam debütierten sie mit dem 1999 von Frédéric Fonteyne inszenierten Liebesfilm Eine pornografische Beziehung als Filmkomponisten für einen Langspielfilm. Anschließend konnte er sich als Komponist etablieren und produzierte entweder alleine oder in Zusammenarbeit mit anderen renommierte Komponisten über 40 Filmmusiken, darunter für internationale Produktionen wie das niederländische Drama Das große Geheimnis, die israelische Komödie Tel Aviv on Fire, die luxemburgische Dokumentation Germaine Damar – Der tanzende Stern oder das englischsprachige Historiendrama Colonia Dignidad – Es gibt kein Zurück.
Dziezuk hat zwei Töchter, die ebenfalls Musikerinnen sind.

## Filmografie (Auswahl)
- 1999: Eine pornografische Beziehung (Une liaison pornographique)
- 2004: Heim ins Reich
- 2004: René Deltgen – Der sanfte Rebell
- 2010: Illegal (Illégal)
- 2011: Auf Grund gelaufen (Valparaiso)
- 2011: Germaine Damar – Der tanzende Stern
- 2011: Hot Hot Hot
- 2013: Bevor der Winter kommt (Avant l’hiver)
- 2014: Black Harvest
- 2014: Das große Geheimnis (Oorlogsgeheimen)
- 2014: Der wunderbare Wiplala (Wiplala)
- 2015: Colonia Dignidad – Es gibt kein Zurück (Colonia)
- 2016: A Real Vermeer
- 2016: Egon Schiele: Tod und Mädchen
- 2017: Storm und der verbotene Brief (Storm: Letters van Vuur)
- 2018: Invisible Sue – Plötzlich unsichtbar (Invisible Sue)
- 2018: Tel Aviv on Fire (תל אביב על האש)
- 2019: Fritzi – Eine Wendewundergeschichte
- 2020: Verirrte Kugel (Balle perdue)
- 2021: Mission Ulja Funk
- 2022: Die Mucklas und wie sie zu Pettersson und Findus kamen
- 2024: Fuchs und Hase retten den Wald (Fox and Hare Save the Forest)